# Dixa
Dixa is een geslacht van muggen uit de familie van de meniscusmuggen (Dixidae). De wetenschappelijke naam van de soort is voor het eerst geldig gepubliceerd in 1818 door Johann Wilhelm Meigen.
Volgens Raphaël Blanchard leggen deze muggen hun eitjes in stilstaand of langzaam stromend water dat rijk is aan vegetatie. De eitjes worden gelegd in min of meer regelmatige rijen en zijn omgeven door een gelatineuze massa die het wijfje gedurende het leggen van de eitjes met haar achterste poten ophoudt. Na het leggen zakt die massa in het water.
De larven leven in en op het water. Ze nemen een V-vormige houding aan wanneer ze zich net buiten het water bevinden op een waterplant of drijvende bladeren. Ze verplaatsen zich over het wateroppervlak met een typerende zijdelingse buigen-en-strekken-beweging. Het stadium van de nimf duurt slechts enkele uren tot vier dagen. De volwassen dieren kan men zien "dansen" bij valavond.

## Soorten
- D. adleri Peters, 1987
- D. arge Dyar and Shannon, 1924
- D. blax Dyar and Shannon, 1924
- D. borealis Martini, 1928
- D. brevis Garrett, 1924
- D. dilatata Strobl, 1900
- D. distincta Garrett, 1925
- D. fluvica Peters, 1966
- D. fraterna Garrett, 1924
- D. frizzi (Contini, 1965)
- D. fusca Loew, 1863
- D. hegemonica Dyar & Shannon, 1924
- D. inextricata Dyar and Shannon, 1924
- D. johannseni Garrett, 1924
- D. lobatus Garrett, 1924
- D. maculata Meigen, 1818
- D. melanderi Peters, 1966
- D. modesta Johannsen, 1903
- D. nebulosa Meigen, 1830
- D. neohegemonica Peters, 1966
- D. notata Loew, 1863
- D. nubilipennis Curtis, 1832
- D. obsoleta Peus, 1934
- D. pseudindiana Peters, 1981
- D. puberula Loew, 1849
- D. pullogruma Peters, 1966
- D. recens Walker, 1848
- D. rhathyme Dyar and Shannon, 1924
- D. rudis Garrett, 1924
- D. serrifera Edwards, 1928
- D. similis Johannsen, 1923
- D. submaculata Edwards, 1920
- D. terna Loew, 1863
- D. tetrica Peus, 1934
- D. thomasi Vaillant, 1969
- D. venosa Loew, 1872
- D. xavia Dyar and Shannon, 1924